# Dasybatotrema dasybatis
Dasybatotrema dasybatis är en plattmaskart. Dasybatotrema dasybatis ingår i släktet Dasybatotrema och familjen Monocotylidae. Inga underarter finns listade i Catalogue of Life.